# Маркас Зінґеріс
Ма́ркас Зі́нґеріс (лит. Markas Zingeris; 2 січня 1947, Пренай — 20 квітня 2023, Вільнюс) — литовський письменник, поет, драматург, перекладач, журналіст. Директор Державного єврейського музею Віленського Гаона у 2005—2019 роках.

## Біографія
Закінчив факультет журналістики Вільнюського університету (1971). В 1971—1977 роках викладав у вищих навчальних закладах Каунаса. За відмову вступити в партію був звільнений і відрахований із аспірантури з філософії.
Працював у Військовому музеї імені Вітаутаса (Каунас), Литовській сільськогосподарській академії (Каунас), Інституті міжнародних відносин і політичних наук Вільнюського університету.
Програмний директор Міжнародної комісії з розслідування злочинів нацистського і радянського окупаційних режимів у Литві (з 1999 року).
Керівник литовського громадського Центру за порозуміння між литовцями та євреями.
Лютого 2009 року був консультантом прем'єр-міністра Литви Андрюса Кубілюса з питань геноциду євреїв.
Член Спілки письменників Литви (з 1990 року), литовського Пен-клубу. Жив і працював у Вільнюсі. Молодший брат — литовський політик Емануеліс Зінґеріс.

## Творчість
Видав декілька збірок віршів — «Будинок із кедра» («Namas iš kedro», 1984), «Вечір в дитинстві» («Vakaras vaikystėje», 1989), «Стільки заходів сонця» («Šitiek saulėlydžių», 1993), збірка оповідань «Ілюзіон» («Iliuzionas» (2000).
Автор романів «Навколо фонтану, або Маленький Париж» («Aplink fontaną, arba Mažasis Paryžius», 1998), «Музикування удвох» («Grojimas dviese», 2002)та інших творів. Твори Зінгеріса були перекладені дев'ятьма мовами: німецькою, французькою, англійською, датською, російською, ідишем, фінською, польською, угорською.
Перекладав литовською мовою оповідання Ісаака Башевіса-Зінгера, вірші Йосипа Бродського.

## Нагороди
- Нагорода бавовняного і трикотажного об'єднання ім. Петраускаса (1984, за збірку віршів «Будинок із кедра» (Namas iš kedro)).
- Премія каунаської фабрики «Аудеяс» за кращу збірку поезій 1988 р. (1989, «Вечір в дитинстві» (Vakaras vaikystėje)).
- Премія «Один лит» (2000, за вражаюче втілення калейдоскопічності життя в книзі «Ілюзіон» («Iliuzionas»)).
- Пам'ятний знак з нагоди запрошення Литви вступити в НАТО (2003).